# Creatonotos ramivitta
Creatonotos ramivitta là một loài bướm đêm thuộc phân họ Arctiinae, họ Erebidae.